# Arquitectura isabelina

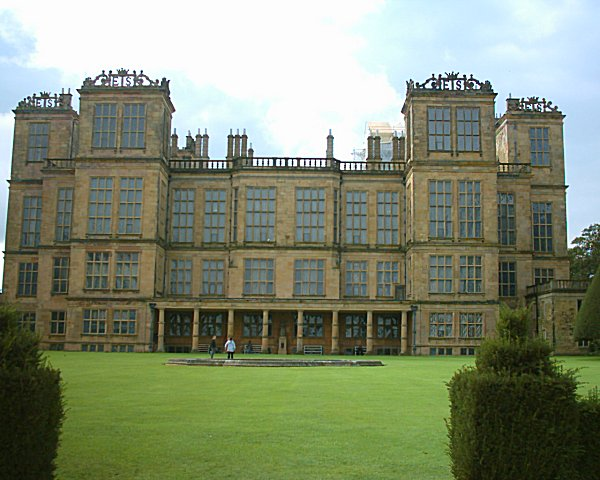
Renacimiento Inglés: Hardwick Hall (1590-1597). Los numerosos y largos maineles son típicos en el Renacimiento inglés, mientras que la loggia es italiana.

Arquitectura isabelina es el término dado a la arquitectura renacentista en Inglaterra, durante el reinado de la Reina Isabel I denominada época isabelina (finales del siglo XVI y comienzos del siglo XVII). Históricamente el período corresponde al Manierismo y el inicio del Barroco en Italia, el Renacimiento Tardío en Francia, y el Herreriano en España. 
Estilísticamente siguió a la arquitectura Tudor (que puede considerarse gótico final) y tuvo continuidad en el siglo XVII a través de la denominada arquitectura palladiana, también de influencia italiana, introducida por Íñigo Jones. 
La arquitectura del Renacimiento llegó a Inglaterra durante el reinado de Isabel I, teniendo una previa expansión en los Países Bajos en donde, entre otras características, esta adquirió versiones del aguilón holandés, y trabajos en correas flamencas en diseños geométricos adornan los muros y paredes. Ambas características pueden ser apreciadas en las torres de Wollaton Hall y de nuevo en el Montacute House. Fue también esta la época en la cual las casas inglesas adoptaron algunos conceptos italianos como tener una larga galería como la sala principal de recepción. En Inglaterra el Renacimiento tendió a manifestarse en casas altas cuadradas grandes tales como Longleat House. Estos edificios tenían a menudo torres simétricas que hacen alusión a la evolución de la arquitectura fortificada medieval.
- Datos: Q2365000
- Multimedia: Elizabethan architecture / Q2365000